# Щурите съседи
„Щурите съседи“ (на испански: Aquí no hay quien viva, буквално „Тук никой не би могъл да живее“) е испански ситком. Разказва за живота на група съседи, живещи на улица „Десенганьо“ 21 (на български: „Разочарование“ 21). Три етажа, всеки с по два апартамента, таванско помещение, локално магазинче, стая с електромери и портиерна приютяват героите и стават свидетели на техните взаимоотношения.

## Сезон 1
| Щурите съседи – сезон 1, епизоди | Щурите съседи – сезон 1, епизоди | Щурите съседи – сезон 1, епизоди | Щурите съседи – сезон 1, епизоди |
| Испанско заглавие                | Българско заглавие               | Епизод                           |                                  |
| -------------------------------- | -------------------------------- | -------------------------------- | -------------------------------- |
| Érase una mudanza                | Преместването                    | 1 (1)                            |                                  |
| Érase una reforma                | Ремонтът                         | 2 (2)                            |                                  |
| Érase el reciclaje               | Разделно изхвърляне на боклука   | 3 (3)                            |                                  |
| Érase un rumor                   | Клюката                          | 4 (4)                            |                                  |
| Érase un niño                    | Бебето                           | 5 (5)                            |                                  |
| Érase un resbalón                | Голямото падане                  | 6 (6)                            |                                  |
| Érase una rata                   | Плъх                             | 7 (7)                            |                                  |
| Érase un indigente               | Клошарят                         | 8 (8)                            |                                  |
| Érase una de miedo               | Призръкът                        | 9 (9)                            |                                  |
| Érase un dilema                  | Дилемата                         | 10 (10)                          |                                  |
| Érase un traspaso                | Мъртвецът                        | 11 (11)                          |                                  |
| Érase un sustituto               | Заместникът                      | 12 (12)                          |                                  |
| Érase una fiesta                 | Купонът                          | 13 (13)                          |                                  |
| Érase una avería                 | Повредата                        | 14 (14)                          |                                  |
| Érase un anillo                  | Пръстенът                        | 15 (15)                          |                                  |
| Érase una nochebuena             | Бъдни вечер                      | 16 (16)                          |                                  |
| Érase un fin de año              | Нова година                      | 17 (17)                          |                                  |

## Сезон 2
| N.º (като цяло) | N.º (в сезона) | 🇪🇸Испанско заглавие            | 🇧🇬 Българско заглавие                                                                                | Зрители (Испания)  |
| --------------- | -------------- | ------------------------------ | --- | ------------------ |
| 18              | 1              | Érase una derrama              | Фасадата                                                                                             | 6 805 000 (37,1 %) |
| 19              | 2              | Érase un sueño erótico         | Еротичният сън                                                                                       | 6 382 000 (33,0 %) |
| 20              | 3              | Érase un negocio               | Собствен бизнес                                                                                      | 6 580 000 (35,1 %) |
| 21              | 4              | Érase un desafío               | Предизвикателството                                                                                  | 5 991 000 (29,8 %) |
| 22              | 5              | Érase una patrulla ciudadana   | Граждански патрул                                                                                    | 5 747 000 (28 7 %) |
| 23              | 6              | Érase un rastrillo             | Битпазар                                                                                             | 5 507 000 (27,7 %) |
| 24              | 7              | Érase una huelga               | Стачката                                                                                             | 5 474 000 (27,9 %) |
| 25              | 8              | Érase un piso en venta         | Продава се апартамент                                                                                | 5 620 000 (28,9 %) |
| 26              | 9              | Érase una parabólica           | Сателитната чиния                                                                                    | 6 188 000 (31,8 %) |
| 27              | 10             | Érase un vídeo casero          | Домашно видео                                                                                        | 5 316 000 (30,2 %) |
| 28              | 11             | Érase unas elecciones          | Избори                                                                                               | 5 376 000 (30,9 %) |
| 29              | 12             | Érase una despedida de soltero | Ергенското парти                                                                                     | 6 490 000 (35,7 %) |
| 30              | 13             | Érase una boda                 | Сватбата                                                                                             | 5 170 000 (35,5 %) |
| 31              | 14             | Érase un apoyo vecinal         | Съседска подкрепа Забележка: Не е излъчен по каналите на bTV. Премиерата му е през 2019 г. по Диема. | 4 735 000 (28,7 %) |

## Сезон 3
| 🇪🇸 Испанско заглавие                | N. (като цяло) | N. (в сезона) |
| ----------------------------------- | -------------- | ------------- |
| Érase un caos                       | 32             | 3x01          |
| Érase un okupa                      | 33             | 3x02          |
| Érase un matrimonio de conveniencia | 34             | 3x03          |
| Érase una inauguración              | 35             | 3x04          |
| Érase un combate                    | 36             | 3x05          |
| Érase un canario                    | 37             | 3x06          |
| Érase un mal de ojo                 | 38             | 3x07          |
| Érase un famoso                     | 39             | 3x08          |
| Érase un desalojo                   | 40             | 3x09          |
| Érase un belén                      | 41             | 3x10          |
| Érase una nochevieja                | 42             | 3x11          |
| Érase una grieta                    | 43             | 3x12          |
| Érase unos nuevos inquilinos        | 44             | 3x13          |
| Érase un bautizo                    | 45             | 3x14          |
| Érase una academia                  | 46             | 3x15          |
| Érase unos estatutos                | 47             | 3x16          |
| Érase unas alumnas                  | 48             | 3x17          |
| Érase un juicio                     | 49             | 3x18          |
| Érase un disco-pub videoclub        | 50             | 3x19          |
| Érase una cobaya                    | 51             | 3x20          |
| Érase un premio                     | 52             | 3x21          |
| Érase unas puertas blindadas        | 53             | 3x22          |
| Érase un vicio                      | 54             | 3x23          |
| Érase un administrador              | 55             | 3x24          |
| Érase una traición                  | 56             | 3x25          |
| É primer presidente gay             | 57             | 3x26          |
| Érase unas tragaperras              | 58             | 3x27          |
| Érase un desgobierno                | 59             | 3x28          |
| Érase un regalo de boda             | 60             | 3x29          |
| Érase otra boda                     | 61             | 3x30          |
| Érase una luna de miel              | 62             | 3x31          |
| Érase un cirujano plástico          | 63             | 3x32          |
| Érase unas vacaciones               | 64             | 3x33          |

## Сезон 4
| No.(като цяло) | No. (в сезона) | 🇪🇸 Испанско заглавие | 🇧🇬Българско заглавие | Дата на излъчване (🇪🇸) | Година на излъчване (🇧🇬) | Зрители          |
| --- | -------------- | -------------------- | -------------------- | ---------------------- | ------------------------ | ---------------- |
| 65 | 1              | Érase un despertar   | Пробуждане           | 9 ноември, 2005        | 2010                     | 7 354 000 (39,6) |
| - След пожара съседите вече са започнали работа по апартаментите си. - Фернандо става адвокат на Емилио, който иска допълнителниите си заплати. - Това обаче не е единственият проблем, пред който е изправен домоуправителят на общността. Палома се е събудила от кома и Исабел изплашена от нея си тръгва. Сега Наталия се е върнала вкъщи, и това е единствената утеха на Хуан. - Конча заплашва Белен, че ще продаде апартамента, и тя иска да го купи. Затова трябва да изтегли заем от банката. - Лусия се среща с Яго, млад еколог, който я кара да промени виждането си за живота. |                |                      |                      |                        |                          |                  |

| Заглавие (🇪🇸)                      | Номер на епизода (като цяло) | Номер на епизода (в сезона) |
| ---------------------------------- | ---------------------------- | --------------------------- |
| Érase un cultivo                   | 66                           | 2                           |
| Érase un desvío provisional        | 67                           | 3                           |
| Érase una sequía                   | 68                           | 4                           |
| Érase un banco en la acera         | 69                           | 5                           |
| Érase una navidad convulsa         | 70                           | 6                           |
| Érase la tercera nochevieja        | 71                           | 7                           |
| Erase unos propósitos de año nuevo | 72                           | 8                           |
| Érase una presidenta títere        | 73                           | 9                           |
| Érase un par de bodas              | 74                           | 10                          |
| Érase una conexión wifi            | 75                           | 11                          |
| Érase un vudú                      | 76                           | 12                          |
| Érase un día de san valentín       | 77                           | 13                          |
| Érase una nueva vida               | 78                           | 14                          |

## Сезон 5
| Заглавие в оригинал                 | Епизод N. (Като цяло) | Епизод N. (В сезона) |
| ----------------------------------- | --------------------- | -------------------- |
| Érase una extradición               | 79                    | 5x01                 |
| Érase un colapso                    | 80                    | 5x02                 |
| Érase un robot de cocina            | 81                    | 5x03                 |
| Érase un presidente de vacaciones   | 82                    | 5x04                 |
| Érase un anuncio                    | 83                    | 5x05                 |
| Érase un billete de cincuenta euros | 84                    | 5x06                 |
| Érase un escándalo                  | 85                    | 5x07                 |
| Érase un descubrimiento macabro     | 86                    | 5x08                 |
| Érase una emisora pirata            | 87                    | 5x09                 |
| Érase un funeral con sorpresa       | 88                    | 5x10                 |
| Érase una lista de bodas            | 89                    | 5x11                 |
| Érase un paripé                     | 90                    | 5x12                 |
| Érase un adiós                      | 91                    | 5x13                 |

## Основния актьорски състав
Основните протагонисти са Мария Аданес, Малена Алтерио, Мариви Билбао, Хема Куерво, Хосе Луис Хил, Едуардо Гомес, Даниел Хусман, Ева Исанта, Луис Мерло, Исабел Ордас, Фернандо Техеро, Гилермо Ортега, Ема Пенея, Лолес Леон, Едуардо Гарсия, София Нието, Хуан Диас, Елио Гонсалес, Хосеба Апаоласа, Сантяго Рамос, Иум Барера, Рикардо Аройо, Лаура Памплона, Роберто Сан Мартин, Кук, Беатрис Карвахал и Ванеса Ромеро, а в главните отрицателни Лолес Леон, Ема Пенея, Кармен Балаке, Сантиаго Рамос, Лаура Памплона, Диего Мартин и Николас Дуеняс.

## Апартаменти
Схема на живущите

### Общ преглед:
| Апартамент | Сезон | Сезон                                          | Сезон                                               | Сезон                                               | Сезон                                          | Сезон                                                       |                 |
| Апартамент | 0 | 1                                              | 2                                                   | 3                                                   | 4                                              | 5                                                           |                 |
| ---------- | --- | ---------------------------------------------- | --------------------------------------------------- | --------------------------------------------------- | ---------------------------------------------- | ----------------------------------------------------------- | --------------- |
| 3°A        | Сирако Кановас (Не се появява) | Лусия Алварес                                  | Лусия Алварес                                       | Лусия Алварес                                       | Лусия Алварес                                  | Рафаел Алварес                                              |                 |
| 3°A        | Сирако Кановас (Не се появява) | Роберто Алонсо                                 | Роберто Алонсо                                      | Роберто Алонсо                                      |                                                | Моисес                                                      |                 |
| 3°A        | Сирако Кановас (Не се появява) |                                                |                                                     | Карлос                                              | Яго                                            | Яго                                                         |                 |
| 3°A        | Сирако Кановас (Не се появява) |                                                |                                                     | Алисия Санз                                         |                                                | Хуан Куеста, Наталия Куеста, Хосе Мигел Куеста, Исабел Руис |                 |
| 3°B        | Консепсион де Ла Фуенте, Антонио Рубио (Не се появява) и Армандо                                                                        | Белен Лопес Вазкес                             | Белен Лопес Вазкес                                  | Белен Лопес Вазкес                                  | Белен Лопес Вазкес                             | Белен Лопес Вазкес                                          |                 |
| 3°B        | Консепсион де Ла Фуенте, Антонио Рубио (Не се появява) и Армандо                                                                        | Алисия Санз                                    | Алисия Санз                                         | Алисия Санз                                         | Мария Хесус Вазкез                             | Мария Хесус Вазкез                                          |                 |
| 3°B        | Консепсион де Ла Фуенте, Антонио Рубио (Не се появява) и Армандо                                                                        | Беатриз Виарехо                                |                                                     |                                                     |                                                |                                                             |                 |
| 3°B        | Консепсион де Ла Фуенте, Антонио Рубио (Не се появява) и Армандо                                                                        | Ана                                            |                                                     |                                                     |                                                |                                                             |                 |
| 3°B        | Консепсион де Ла Фуенте, Антонио Рубио (Не се появява) и Армандо                                                                        | Кармен                                         |                                                     |                                                     |                                                |                                                             |                 |
| 2°A        | ¿? | Хуан Куеста, Наталия Куеста, Хосе Мигел Куеста | Хуан Куеста, Наталия Куеста, Хосе Мигел Куеста      | Хуан Куеста, Наталия Куеста, Хосе Мигел Куеста      | Хуан Куеста, Наталия Куеста, Хосе Мигел Куеста | Хуан Куеста, Наталия Куеста, Хосе Мигел Куеста              |                 |
| 2°A        | ¿? | Палома Куеста                                  | Палома Куеста                                       | Исабел Руис                                         | Исабел Руис                                    | Исабел Руис                                                 |                 |
| 2°A        | ¿? |                                                |                                                     | Ниевес Куеста                                       |                                                | Яго                                                         |                 |
| 2°B        | Консепсион де Ла Фуенте, Армандо | Консепсион де Ла Фуенте, Армандо               |                                                     | Ниевес Куеста                                       |                                                |                                                             |                 |
| 2°B        | | Дани _________ Ребека (повтарящи се герой)     | Андрес Герра, Исабел Руис, Пабло Герра, Алекс Герра | Андрес Герра, Исабел Руис, Пабло Герра, Алекс Герра | Роберто Алонсо и Карлос                        | Семейство Ередиа (повтарящи се герои, освен Ихинио)         |                 |
| 2°B        | |                                                | Беатриз Виарехо, Кармен                             |                                                     |                                                |                                                             |                 |
| 1°A        | Семейство Бенито | Висента Бенито, Мариса Бенито и Валентин       | Висента Бенито, Мариса Бенито и Валентин            | Висента Бенито, Мариса Бенито и Валентин            | Висента Бенито, Мариса Бенито и Валентин       | Висента Бенито, Мариса Бенито и Валентин                    |                 |
| 1°A        | Семейство Бенито | Консепсион де Ла Фуенте                        |                                                     |                                                     |                                                |                                                             |                 |
| 1°B        | Дон Бартоломе Мендез Сулоага (не се появява) [Това е единственият възможен апартамент. По неговото време всички останали са били заети] | Маурисио Идалго                                | Маурисио Идалго                                     | Маурисио Идалго                                     | Маурисио Идалго                                | Маурисио Идалго                                             |                 |
| 1°B        | Дон Бартоломе Мендез Сулоага (не се появява) [Това е единственият възможен апартамент. По неговото време всички останали са били заети] | Фернандо Наваро                                |                                                     | Фернандо Наваро                                     | Фернандо Наваро                                | Фернандо Наваро                                             | Фернандо Наваро |
| 1°B        | Дон Бартоломе Мендез Сулоага (не се появява) [Това е единственият възможен апартамент. По неговото време всички останали са били заети] | Беатриз Виарехо                                |                                                     |                                                     |                                                |                                                             |                 |
| Портиерна  | Немесио [Не се появява] | Емилио Делгадо                                 | Емилио Делгадо                                      | Емилио Делгадо                                      | Емилио Делгадо                                 | Емилио Делгадо                                              |                 |
| Портиерна  | | Мариано Делгадо                                |                                                     |                                                     |                                                |                                                             |                 |

### Сезон 1
- он 1

| Таван | | | |
| необитаван (употребяван като килер) | | | |
| 3º A | 3º A | 3º B | 3º B |
| Лусия Алварес Муньос (Мария Аданес) Роберто Алонсо Кастийо (Даниел Гусман)                                                                    | Лусия Алварес Муньос (Мария Аданес) Роберто Алонсо Кастийо (Даниел Гусман)                                                                    | Белен Лопес Васкес (Малена Алтерио) Алисия Санс Ортега (Лаура Памплона) | Белен Лопес Васкес (Малена Алтерио) Алисия Санс Ортега (Лаура Памплона) |
| 2º A | 2º A | 2º B | 2º B |
| Хуан Куеста (Хосе Луис Хил) Палома Уртадо (Лолес Леон) Наталия Куеста Уртадо (София Нието) Хосе Мигел Куеста Уртадо – Хосеми (Едуардо Гарсия) | Хуан Куеста (Хосе Луис Хил) Палома Уртадо (Лолес Леон) Наталия Куеста Уртадо (София Нието) Хосе Мигел Куеста Уртадо – Хосеми (Едуардо Гарсия) | Армандо Кортес де ла Фуенте (Хосеба Апаоласа) Консепсион де ла Фуенте Гарсия – Конча (Ема Пенея) Даниел Кортес (Даниел Рубио) (епизоди 1 – 9) Ребека Кортес (Елиса Драбен) (епизоди 9 – 17) | Армандо Кортес де ла Фуенте (Хосеба Апаоласа) Консепсион де ла Фуенте Гарсия – Конча (Ема Пенея) Даниел Кортес (Даниел Рубио) (епизоди 1 – 9) Ребека Кортес (Елиса Драбен) (епизоди 9 – 17) |
| 1º A | 1º A | 1º B | 1º B |
| Висента Бенито Валбуена (Хема Куерво) Мария Луиса Бенито Валбуена – Мариса (Мариви Билбао) Валентин (Кук)                                     | Висента Бенито Валбуена (Хема Куерво) Мария Луиса Бенито Валбуена – Мариса (Мариви Билбао) Валентин (Кук)                                     | Маурисио Идалго Торес – Маури (Луис Мерло) Фернандо Наваро Санчес (Адриа Коядо) | Маурисио Идалго Торес – Маури (Луис Мерло) Фернандо Наваро Санчес (Адриа Коядо) |
| Портиерна | Портиерна | Видеотека | Видеотека |
| Емилио Делгадо Мартин, Мариано Делгадо (Едуардо Гомес) (епизод 15-17) (Фернандо Техеро)                                                       | Емилио Делгадо Мартин, Мариано Делгадо (Едуардо Гомес) (епизод 15-17) (Фернандо Техеро)                                                       | Франсиско – Пако (Гийермо Ортега) | Франсиско – Пако (Гийермо Ортега) |

- Сезон 2

| Таван | | | |
| | | | |
| 3.º A | 3.º A | 3.º B | 3.º B |
| Мария Аданес е Лусия Алварес Даниел Гусман е Роберто Алонсо                                                                                   | Мария Аданес е Лусия Алварес Даниел Гусман е Роберто Алонсо                                                                                   | Малена Алтерио е Белен Лопес Васкес Лаура Памплона е Алисия Санс                                                                      | Малена Алтерио е Белен Лопес Васкес Лаура Памплона е Алисия Санс                                                                      |
| 2.º A | 2.º A | 2.º B | 2.º B |
| Хосе Луис Хил е Хуан Куеста Лолес Леон е Палома Уртадо София Нието e Наталия Куеста Уртадо Едуардо Гарсия e Хосе Мигел „Хосеми“ Куеста Уртадо | Хосе Луис Хил е Хуан Куеста Лолес Леон е Палома Уртадо София Нието e Наталия Куеста Уртадо Едуардо Гарсия e Хосе Мигел „Хосеми“ Куеста Уртадо | Сантяго Рамос e Андрес Гера Исабел Ордас e Исабел Руис Гарсия Хуан Диас e Алехандро „Алекс“ Гера Руис Елио Гонсалес e Пабло Гера Руис | Сантяго Рамос e Андрес Гера Исабел Ордас e Исабел Руис Гарсия Хуан Диас e Алехандро „Алекс“ Гера Руис Елио Гонсалес e Пабло Гера Руис |
| 1.º A | 1.º A | 1.º B | 1.º B |
| Хема Куерво e Висента Бенито Мариви Билбао e Мария Луиса „Мариса“ Бенито Ема Пенея e Консепсион „Конча“ Де ла Фуенте Кук e Валентин           | Хема Куерво e Висента Бенито Мариви Билбао e Мария Луиса „Мариса“ Бенито Ема Пенея e Консепсион „Конча“ Де ла Фуенте Кук e Валентин           | Луис Мерло e Маурисио „Маури“ Идалго Торес Ева Исанта e Беатрис „Беа“ Виярехо Хорди Санчес е Салвадор „Салва“ Виярехо (Епизод 8)      | Луис Мерло e Маурисио „Маури“ Идалго Торес Ева Исанта e Беатрис „Беа“ Виярехо Хорди Санчес е Салвадор „Салва“ Виярехо (Епизод 8)      |
| Портиерна | Портиерна | Видеотека | Видеотека |
| Фернандо Техеро е Емилио Делгадо Мартин Едуардо Гомес Менсадо e Мариано Делгадо                                                               | Фернандо Техеро е Емилио Делгадо Мартин Едуардо Гомес Менсадо e Мариано Делгадо                                                               | Гиермо Ортега е Пако | Гиермо Ортега е Пако |

- Сезон 3

| Таван | | | |
| Сантяго Рамос e Андрес Гера Даниел Гусман e Роберто Алонсо Кастио                                                                                           | | | |
| 3.º A | 3.º A | 3.º B | 3.º B |
| Мария Аданес Лусия Алварес Муньос Лаура Памплона е Алисия Санс Ортега                                                                                       | Мария Аданес Лусия Алварес Муньос Лаура Памплона е Алисия Санс Ортега                                                                                       | Малена Алтерио е Белен Лопес Васкес Фернандо Техеро e Емилио Делгадо Мартин (Епизоди 1 – 11)                                                        | Малена Алтерио е Белен Лопес Васкес Фернандо Техеро e Емилио Делгадо Мартин (Епизоди 1 – 11)                                                        |
| 2.º A | 2.º A | 2.º B | 2.º B |
| Хосе Луис Хил e Хуан Куеста Кармен Балаке e Ниевес Куеста София Нието е Наталия „Наталита“ Куеста Уртадо Едуардо Гарсия e Хосе Мигел „Хосеми“ Куеста Уртадо | Хосе Луис Хил e Хуан Куеста Кармен Балаке e Ниевес Куеста София Нието е Наталия „Наталита“ Куеста Уртадо Едуардо Гарсия e Хосе Мигел „Хосеми“ Куеста Уртадо | Исабел Ордас e Исабел Руис Гарсия Хуан Диас е Алехандро „Алекс“ Гера Руис Елио Гонсалес е Пабло Гера Руис                                           | Исабел Ордас e Исабел Руис Гарсия Хуан Диас е Алехандро „Алекс“ Гера Руис Елио Гонсалес е Пабло Гера Руис                                           |
| 1.º A | 1.º A | 1.º B | 1.º B |
| Хема Куерво e Висента Бенито Мариви Билбао е Мария Луиса „Мариса“ Бенито Ема Пенея Консепсион „Конча“ Де ла Фуенте Гарсия Кук e Валентин                    | Хема Куерво e Висента Бенито Мариви Билбао е Мария Луиса „Мариса“ Бенито Ема Пенея Консепсион „Конча“ Де ла Фуенте Гарсия Кук e Валентин                    | Луис Мерло е Маурисио „Маури“ Идалго Торес Ева Исанта е Беатрис „Беа“ Виярехо (Епизоди 1 – 11), Адрия Коядо е Фернандо Наваро Санчес (епизод 24-33) | Луис Мерло е Маурисио „Маури“ Идалго Торес Ева Исанта е Беатрис „Беа“ Виярехо (Епизоди 1 – 11), Адрия Коядо е Фернандо Наваро Санчес (епизод 24-33) |
| Портиерна | Портиерна | Видеоклуб | Видеоклуб |
| Едурдо Гомес Мансо e Мариано Делгадо | Едурдо Гомес Мансо e Мариано Делгадо | Диего Мартин e Карлос Де Аро Кабанаиес Гиермо Ортега е Пако                                                                                         | Диего Мартин e Карлос Де Аро Кабанаиес Гиермо Ортега е Пако                                                                                         |

- Сезон 4

| Таван | | | |
| Сантяго Рамос е Андрес Гера Елио Гонсалес е Пабло Гера Руис | | | |
| 3.º A | 3.º A | 3.º B | 3.º B |
| Мария Аданес е Лусия Алварес Муньос Роберто Сан Мартин e Яго | Мария Аданес е Лусия Алварес Муньос Роберто Сан Мартин e Яго | Малена Алтерио е Белен Лопес Васкес Беатрис Карвахал e Мария Хесус Васкес Ева Исанта е Беатрис „Беа“ Виярехо Ванеса Ромеро е Ана епизод 2-14 Иум Барера е Кармен Вилянуева Фернандо Боса/Даниел Фернандес е Антонио Есекиел (Ер Секи) Идалго Виярехо | Малена Алтерио е Белен Лопес Васкес Беатрис Карвахал e Мария Хесус Васкес Ева Исанта е Беатрис „Беа“ Виярехо Ванеса Ромеро е Ана епизод 2-14 Иум Барера е Кармен Вилянуева Фернандо Боса/Даниел Фернандес е Антонио Есекиел (Ер Секи) Идалго Виярехо |
| 2.º A | 2.º A | 2.º B | 2.º B |
| Хосе Луис Хил е Хуан Куеста Исабел Ордас е Исабел Руис Гарсия София Нието е Наталия „Наталита“ Куеста Уртадо Едуардо Гарсия е Хосе Мигел „Хосеми“ Куеста Уртадо | Хосе Луис Хил е Хуан Куеста Исабел Ордас е Исабел Руис Гарсия София Нието е Наталия „Наталита“ Куеста Уртадо Едуардо Гарсия е Хосе Мигел „Хосеми“ Куеста Уртадо | Даниел Гусман е Роберто Алонсо Кастио Диего Мартин е Карлос Де Аро Кабанаиес | Даниел Гусман е Роберто Алонсо Кастио Диего Мартин е Карлос Де Аро Кабанаиес |
| 1.º A | 1.º A | 1.º B | 1.º B |
| Хема Куерво е Висента Бенито Мариви Билбао е Мария Луиса „Мариса“ Бенито Ема Пенея е Консепсион „Конча“ Де ла Фуенте Гарсия Кук е Валентин                      | Хема Куерво е Висента Бенито Мариви Билбао е Мария Луиса „Мариса“ Бенито Ема Пенея е Консепсион „Конча“ Де ла Фуенте Гарсия Кук е Валентин                      | Луис Мерло Маурисио „Маури“ Идалго Торес Адрия Коядо e Фернандо Наваро | Луис Мерло Маурисио „Маури“ Идалго Торес Адрия Коядо e Фернандо Наваро |
| Портиерна | Портиерна | Видеоклуб | Видеоклуб |
| Фернандо Техеро е Емилио Делгадо Мартин Едуардо Гомес Мансано es Мариано Делгадо                                                                                | Фернандо Техеро е Емилио Делгадо Мартин Едуардо Гомес Мансано es Мариано Делгадо                                                                                | Диего Мартин e Карлос Де Аро Кабанаиес Гиермо Ортега е Пако | Диего Мартин e Карлос Де Аро Кабанаиес Гиермо Ортега е Пако |

- Сезон 5 последен

| Таван | | | |
| Гилермо Ортега е Пако Елио Гонсалес е Пабло Гера Руис | | | |
| 3.º A | 3.º A | 3.º B | 3.º B |
| Николас Дуеняс e Рафаел Алварес Хоан Домингес e Моисес епизод 1-8 | Николас Дуеняс e Рафаел Алварес Хоан Домингес e Моисес епизод 1-8 | Малена Алтерио e Белен Лопес Васкес Беатрис Карвахал е Мария Хесус Васкес Ева Исанта е Беатрис „Беа“ Виярехо Ванеса Ромеро е Ана Даниел Фернандес е Антонио Есекиел (Ер Секи) Идалго Виярехо  | Малена Алтерио e Белен Лопес Васкес Беатрис Карвахал е Мария Хесус Васкес Ева Исанта е Беатрис „Беа“ Виярехо Ванеса Ромеро е Ана Даниел Фернандес е Антонио Есекиел (Ер Секи) Идалго Виярехо  |
| 2.º A | 2.º A | 2.º B | 2.º B |
| Хосе Луис Хил е Хуан Куеста Исабел Ордас е Исабел Руис Гарсия София Нието е Наталия Куеста Уртадо Едуардо Гарсия е Хосе Мигел „Хосеми“ Куеста Уртадо Роберто Сан Мартин е Яго | Хосе Луис Хил е Хуан Куеста Исабел Ордас е Исабел Руис Гарсия София Нието е Наталия Куеста Уртадо Едуардо Гарсия е Хосе Мигел „Хосеми“ Куеста Уртадо Роберто Сан Мартин е Яго | Рикардо Аройо Ихинио Ередия Ема Осорес е Мамен епизод 2-13 Денис Маестре e Кандела Ередия епизод 2-13 Елена Ломбао e Ракел/Раул епизод 2-13 Пабло Чияпея e Алфонсо „Мончо“ Ередия епизод 6-13 | Рикардо Аройо Ихинио Ередия Ема Осорес е Мамен епизод 2-13 Денис Маестре e Кандела Ередия епизод 2-13 Елена Ломбао e Ракел/Раул епизод 2-13 Пабло Чияпея e Алфонсо „Мончо“ Ередия епизод 6-13 |
| 1.º A | 1.º A | 1.º B | 1.º B |
| Хема Куерво е Висента Бенито Мариви Билбао е Мария Луиса „Мариса“ Бенито Ема Пенея е Консепсион „Конча“ Де ла Фуенте Гарсия Кук е Валентин                                    | Хема Куерво е Висента Бенито Мариви Билбао е Мария Луиса „Мариса“ Бенито Ема Пенея е Консепсион „Конча“ Де ла Фуенте Гарсия Кук е Валентин                                    | Луис Мерло е Маурисио „Маури“ Идалго Торес Адрия Коядо е Фернандо Наваро | Луис Мерло е Маурисио „Маури“ Идалго Торес Адрия Коядо е Фернандо Наваро |
| Портиерна | Портиерна | Видеоклуб | Видеоклуб |
| Фернандо Техеро е Емилио Делгадо Мартин Едуардо Гомес Мансано е Мариано Делгадо                                                                                               | Фернандо Техеро е Емилио Делгадо Мартин Едуардо Гомес Мансано е Мариано Делгадо                                                                                               | Николас Дуеняс e Рафаел Алварес Гиермо Ортега е Пако | Николас Дуеняс e Рафаел Алварес Гиермо Ортега е Пако |

- Апартамент 1.º A – приютява две сестри в третата възраст. Висента (Хема Куерво) е типична стара мома – енергичен и мил оптимист, който обожава клюките и е специалист по връзки с обществеността... и със съседите. Много обича цветята и е много прецизна и вманиачена, когато става дума за декорацията на дома ѝ. Мариса (Мариви Билбао), сестрата на Висента, се е развела след дългогодишен брак и се забавлява, радвайки се на живота. Мариса е весела и саркастична, обича флиртовете и мастиката. Двете сестри са в непрекъснати спорове за съжителството си и собственото си съществуване. С тях живее и Конча (Ема Пенея), която е параноична и обсебваща жена, обичаща да играе ролята на жертвата. Тя се премества при Мариса и Висента, след като нейния син – Армандо, с когото живее в началото на сериала се установява в друг град. Конча притежава и апартамент 3В и мрази наемателките в него почти колкото домоуправителя Хуан Куеста, който често обича да наругава. Легендарни за нея са репликите „Мошеник“, „Крадец“ и „Оставка господин Куеста, оставка!“. Любимите и занимания, освен клюките с Висента и Мариса, са да играе бинго и да краде от супермаркета. Трите дами са известни като „Радио Двор“.

- Апартамент 1.º B – Фернандо (Адрия Коядо) е адвокат, добре възпитан, с прекрасно чувство за хумор... перфектният мъж, който всяка майка иска за своята дъщеря. Той обаче има други проблеми – постоянният конфликт между него и приятеля му и конфликт със самия себе си, защото не е готов да признае, че е гей. Маури (Луис Мерло), партньорът на Фернандо, е репортер в женско списание. Той е емоционален хипохондрик, който обича да декорира и да готви. На края на сериала двамата сключват брак, като това е прецедент в Испания.

- Апартамент 2.º A – Хуан Куеста (Хосе Луис Хил) е главата на семейството в този апартамент. По професия е учител, но голямата му гордост е позицията на домоуправител, която заема. Той е обикновен човек без особено обаяние и малко хора го уважават. Бракът му, който продължава вече 18 години, е в задънена улица. Семейството продължава да живее над възможностите си, въпреки финансовите затруднения. Наталия (София Нието) е голямата дъщеря на Хуан Куеста и Палома (Лолес Леон) и мъже на всякаква възраст се навъртат около нея. Брат ѝ Хосе Мигел (Едуардо Гарсия) е в другата крайност – той изглежда като нормално дете на 11 години, но е изключително непослушен. След като жена му – Палома, изпада в кома, Хуан се залюбва с жената на бившия си съсед – Исабел (Исабел Ордас). Тя е много странна жена, която често медитира и се занимава с различни чайове и билки (затова всички я наричат „Билката“). Също така тя не смее да се кара на децата си, като те се възползват от това. С тях живее и Яго (Роберто Сан Мартин) – гадже на Наталия. Той е бивш приятел на Лусия и е луд на тема екология.

- Апартамент 2.º B – Собственост е на Конча (Ема Пенея), заедно с апаратамент 3В. В този живее със сина си Армандо (Хосеба Апаласа) и внук си Дани (Даниел Рубио), след като той отива при майка си тук за кратко идва да живее внучката на Конча – Ребека (Елиса Драбен), защото тя продава апартамената на Исабел, която идва със синовете и съпруга си. След като заживява с Хуан Куеста Исабел продава апартамента. Нанасят се Роберто и Карлос, а след тях Ихинио (Рикардо Аройо) и Мамен (Ема Осорес) са семейство с две деца – Кандела (Денис Маестре) и Мончо (Пабло Чипея). С тях живее и сестрата на Мамен – Ракел (Елена Ломбао). Кандела е влюбена в Пабло, но той я мисли за прекалено малка. Ракел е травестит.

- Апартамент 3.º A – Накрая никой не живее тук. Бивш апартамент на Лусия (Мария Аданес) и Роберто (Даниел Гусман). След тях известно време живее бащата на Лусия – Рафаел (Николас Дуеняс).

- Апартамент 3.º B – Белен (Малена Алтерио) е много обсебваща. Най-голямата ѝ мъка е, че няма толкова голям успех с мъжете, колкото бившата си съквартирантка – Алисия (Лаура Памплона). Непрекъснато се кара с хазяйката си Конча, но по-късно купува апартамента от нея чрез измама. Работила е като продавачка на много места, но се издържа от помощите за безработни. Белен живее с майка си – Мария Хесус (Беатрис Каравахал), която след като се развежда със съпруга си, идва да живее при дъщеря си. Известна е с кулинарните си умения и пържените си филийки, поради което всички я наричат „Филийката“. Обича да вмекчава вина у дъщеря си и да я кара да се чувства виновна за всичко. Тук живеят и Беа (Ева Исанта) (ветеринар) и Ана (Ванеса Ромеро) (стюардеса), които имат връзка помежду си.

- Портиерната – Емилио (Фернандо Техеро) има сложна, предимно сексуална връзка с Белен и е изключително горд от професията си. Мотото на живота му е „Минимални усилия във всичко, което правя“. Емилио живее с баща си – Мариано (Едуардо Гомес), който, въпреки зрялата си възраст, е по-инфантилен от сина си.

- Таван – тук живеят Пако (Гилермо Ортега), продавач във видеотеката, и Пабло (Елио Гонсалес) – един от синовете на Изабел и Андрес (Сантяго Рамос) и брат на Алекс (Хуан Диас).

## Домоуправители
| Мандат | Домоуправител | Епизоди  |
| ------ | ------------- | -------- |
| 1      | Хуан Куеста   | 1 – 3    |
| 2      | Лусия         | 3        |
| 3      | Хуан Куеста   | 3 – 41   |
| 4      | Палома Куеста | временно |
| 5      | Исабел Руиз   | временно |
| 6      | Хуан Куеста   | 3 - 41   |
| 7      | Андрес Гера   | 41 – 46  |
| 8      | Карлос        | 46 – 50  |
| 9      | Хуан Куеста   | 50 – 56  |
| 10     | Маури         | 56       |
| 11     | Лусия         | 56       |
| 12     | Маури         | 56 – 58  |
| 13     | Хуан Куеста   | 58 – 71  |
| 14     | Белен         | 71 – 77  |
| 15     | Хуан Куеста   | 77 – 81  |
| 16     | Ихинио        | 81 – 90  |
| 17     | Хуан Куеста   | 90       |

## Герои
| Актьор             | Персонаж                | Сезони               | Сезони               | Сезони               | Сезони | Сезони |
| Актьор             | Персонаж                | 1                    | 2                    | 3                    | 4 | 5 |
| ------------------ | ----------------------- | -------------------- | -------------------- | -------------------- | --- | --- |
| Мария Аданез       | Лусия Алварес           | Основен              | Основен              | Основен              | Основен | Основен |
| Малена Алтерио     | Белен Лопес Вазкез      | Основен              | Основен              | Основен              | Основен | Основен |
| Хосеба Апаолаза    | Армандо Рубио           | Основен, Гост        | Основен, Гост        |                      | | |
| Мариви Билбао (†)  | Мариса Бенито           | Основен              | Основен              | Основен              | Основен | Основен |
| Адриа Коядо        | Фернандо Наваро         | Основен              | Повтарящ се          | Повтарящ се          | Основен | Основен |
| Хема Куерво        | Висента Бенито          | Основен              | Основен              | Основен              | Основен | Основен |
| Хосе Луис Хил      | Хуан Куеста             | Основен              | Основен              | Основен              | Основен | Основен |
| Даниел Гузман      | Роберто Алонсо          | Основен, повтарящ се | Основен, повтарящ се | Основен, повтарящ се | | |
| Лолес Леон         | Палома Уртадо (†)       | Основен, повтарящ се | Основен, повтарящ се | Основен, повтарящ се | Основен, повтарящ се | |
| Луис Мерло         | Маурисио Идалго         | Основен              | Основен              | Основен              | Основен | Основен |
| Лаура Памплона     | Алисия Санз             | Основен              | Основен              | повтарящ се          | | |
| Ема Пенея (†)      | Консепсион де Ла Фуенте | Основен              | Основен              | Основен              | Основен | Основен |
| Фернандо Техеро    | Емилио Делгадо Мартин   | Основен              | Основен              | Основен              | Основен | Основен |
| Гилермо Ортега     | Франсиско „Пако“        | Основен              | Основен              | Основен              | Основен | Основен |
| Едуардо Гарсия     | Хосе Мигел Куеста       | Основен              | Основен              | Основен              | Основен | Основен |
| София Нието        | Наталия Куеста          | Основен              | Основен              | Основен              | Основен | Основен |
| Едуардо Гомес      | Мариано Делгадо         | Повтарящ се          | Основен              | Основен              | Основен | Основен |
| Диего Мартин       | Карлос                  | Повтарящ се          | Повтарящ се          | Повтарящ се          | Повтарящ се | |
| Ева Исанта         | Беатриз Виарехо         |                      | Повтарящ се, основен | Повтарящ се, основен | Повтарящ се, основен | Повтарящ се, основен |
| Исабел Ордас       | Исабел Руиз             |                      | Основен              | Основен              | Основен | Основен |
| Сантяго Рамос      | Андрес Герра            |                      | Основен, повтарящ се | Основен, повтарящ се | | |
| Хуан Диаз          | Алекс Герра             |                      | Основен, повтарящ се |                      | | |
| Елио Гонзалес      | Пабло Герра             |                      | Основен              | Основен              | Основен | Основен |
| Кармен Балаге      | Ниевес Куеста           |                      |                      | Повтарящ се          | Гост, Гост | |
| Беатриз Карвалал   | Мария Хесус Вазкез      |                      |                      | Гост                 | Повтарящ се | Основен |
| Ванеса Ромеро      | Ана                     |                      |                      | Повтарящ се          | Повтарящ се | Основен |
| Роберто Сан Мартин | Яго                     |                      |                      |                      | Основен Поправени грешки и добавени персонажи: (Хосеба Апаоласа) Армандо сезон 1 основен, сезон 2 гост, (Адрия Коядо) Фернандо сезон 1, 4-5 основен, сезон 2-3 повтарящ се, (Даниел Гусман) Роберто сезон 1-3 основен, сезон 4 повтарящ се, (Лолес Леон) Палома сезон 1-2 основен, сезон 3-4 повтарящ се сезон 5 гост, (Лаура Памплона) Алисия сезон 1-2 основен, сезон 3 повтарящ се, (Диего Мартин) Карлос сезон 1-4 повтарящ се, (Ева Исанта) Беа сезон 2 повтарящ се, сезон 3-5 основен, (Сантяго Рамос) Андрес сезон 2-3 основен, сезон 4 повтарящ се, (Хуан Диаз) Алекс сезон 2 основен, сезон 3 повтарящ се, (Кармен Балаке) Нийвес сезон 3 повтарящ се, сезон 4-5 гост, | Основен Поправени грешки и добавени персонажи: (Хосеба Апаоласа) Армандо сезон 1 основен, сезон 2 гост, (Адрия Коядо) Фернандо сезон 1, 4-5 основен, сезон 2-3 повтарящ се, (Даниел Гусман) Роберто сезон 1-3 основен, сезон 4 повтарящ се, (Лолес Леон) Палома сезон 1-2 основен, сезон 3-4 повтарящ се сезон 5 гост, (Лаура Памплона) Алисия сезон 1-2 основен, сезон 3 повтарящ се, (Диего Мартин) Карлос сезон 1-4 повтарящ се, (Ева Исанта) Беа сезон 2 повтарящ се, сезон 3-5 основен, (Сантяго Рамос) Андрес сезон 2-3 основен, сезон 4 повтарящ се, (Хуан Диаз) Алекс сезон 2 основен, сезон 3 повтарящ се, (Кармен Балаке) Нийвес сезон 3 повтарящ се, сезон 4-5 гост, |

 (Елиса Драбен) Ребека Рубио сезон 1 повтарящ се, (Дани Балестерос) Даниел Рубио сезон 1 повтарящ се, (Джорджи Санчес) Салвадор Виярехо сезон 2 гост, (Мария Луиса Мерло) Леонор Торес сезон 2, 4 гост, сезон 5 повтарящ се, (Иум Барера) Кармен Вилянуева сезон 3 повтарящ се, сезон 4 основен, (Кук) Валентин сезон 1-5 основен, (Хоан Домингес) Моисес сезон 5 повтарящ се, (Мариано Аламеда) Диего Алварес Муньос сезон 3 повтарящ се, (Силвия Абаскал) Клара Алварес Муньос сезон 1 повтарящ се, (Николас Дуеняс) Рафаел Алварес сезон 1,3-4 повтарящ се, сезон 5 основен, (Хуана Кордеро) Карла сезон 3 гост, (Рикардо Аройо) Ихинио Ередия сезон 2 гост, сезон 4 повтарящ се, сезон 5 основен, (Ема Озорес) Мамен Гарсия сезон 5 повтарящ се, Ракел/Раул Гарсия сезон 5 повтарящ се, (Пабло Чапеля) Мончо Ередия Гарсия сезон 5 повтарящ се, (Денис Маестре) Кандела Ередия Гарсия сезон 5 повтарящ се, (Берта Охеа) Бавачка Исабел сезон 1 гост, (Асумпта Серна) Марта Пуиг Лоренс сезон 4-5 повтарящ се, (Начо Герерос) Хосе Мария сезон 5 основен, (Мария Алмудевер) Роса Изкуиердо сезон 3 повтарящ се, (Марта Беленгер) Алба сезон 3 повтарящ се, (Зак Аксаку Нийцато) Норйюки сезон 4-5 гост, (Висента Н'донго) Росио сезон 2 повтарящ се, (Алекс Ангуло) Педро Пенафиел сезон 4 повтарящ се, (Хайро Серано) Антонито сезон 2 повтарящ се, (Сантяго Сегура) Сантяго Сегура сезон 1 гост, (Фернандо Боса) Антонио Есекиел Идалго Виярехо сезон 3-4 повтарящ се
- Хуан Куеста (Хосе Луис Хил) – е главата на семейство Куеста, който често носи гадни дрехи. Той е прогимназиален учител, водещ скромен живот. Бракът на Хуан не е щастлив, жена му постоянно го командва, Наталия не го слуша, а Хосеми винаги го изкарва извън нерви. Няма приятели в кооперацията, но е най-близък с Емилио (когото определя за почти негов син) и Мариано. Най-голямата му гордост е поста на домоуправител, който той заема повече от 10 години. Постоянно следи дали съседите спазват правилата на кооперацията, въпреки че той самия ги нарушава, когато му е изгодно. След като Палома изпада в кома Хуан се влюбва в Исабел и двамата заживяват заедно в 2A с Алекс и Хосеми. После домоуправителката на „Сан Марко“ Марта предлага на Хуан афера, но след известни колебания той отказва. Напуска Билката, когато разбира за увлечението ѝ по Яго, но с помощта на Марта двамата отново се събират. След погребението на Палома разбира, че тя му е изневерявал 14 години с продавач на прахосмукачи. Възможно е продавачът да е истинският баща на Хосеми, но Хуан скъсва резултатите от теста за бащинство, казвайки, че те нямат значение за него. Точно след края на един безкраен ремонт в 2A се разбира, че кооперацията може да се срути заради нашествие на термити и Хуан и Исабел се преместват временно при сестра му Ниевес, за огромно неудоволствие на Билката. (сезон 1 – 5).

- Емилио Делгадо Мартин (Фернандо Техеро) е портиерът на сградата, който по работа носи гадни дрехи. Рядко носи хубави дрехи. Поддържа предимно сексуална връзка с Белен на приливи и отливи, дори пробват съжителство, но нещата не се получават. Почти се оженва за пощаджийката Росио, но тя го зарязва пред олтара, чувайки Белен да му говори в ухото през предавателно устройство. Има връзка и с Кармен (която е негова учителка в университета), но я оставя. В началото на втори сезон приютява баща си в портиерната. Двамата рядко са на едно мнение като Мариано често го вбесява с инфантилните си действия или когато опитва да го поучава. Съседите не уважават особено Емилио, но той завързва приятелство с момчетата от видеоклуба и става част от „Съвета на мъдреците“. Най-добрият му приятел е Пако. Разбира се и с Хуан Куеста, когато той смята за нещо като негов баща. Емилио се прави на умрял, за да измами застрахователната компания на Белен, но по-късно двамата са разкрити. Не разполагайки с пари за адвокат той отвлича майката на Белен, а после се жени и за самата Белен. Накрая се сдобрява с Пако, с когото е влошил отношенията си заради Белен и когато става ясно, че трябва да напуснат „Десенганьо 21“, двамата решават да си купят каравана и да пътуват заедно. (сезон 1 – 5)

- Белен Лопес Васкес (Малена Алтерио) е типичното олицетворение на жена от ниската класа. Живее с приятелката си Алисия и за да свързва двата края работи на всякакви места – ресторант за бързо хранене. погребална агенция, застрахователна агенция, модна агенция и т.н. Комплексирана е, че не може да си намери „нормален“ мъж. Въпреки невзрачния си външен вид е много „вървежна“ – има предимно сексуална връзка на приливи и отливи с Емилио, излизала е с Карлос, Пако, много по-възрастния от нея Педро, веднъж преспива с Роберто. Животът ѝ се клатушка от едно нещастие към друго. Омъжва се за милионера Педро, но той умира в първата брачна нощ, опитва да свали сина му за да получи наследство, но майка ѝ проваля нещата, с Емилио измамват застрахователната компания на Белен, но са хванати и пратени в ареста. Опитва да живее с Емилио, дори изгонва Алисия, но нещата не са получават. След като Алисия заминава за САЩ Белен живее в 3B (който с измама купува от Конча) с Кармен, Беа и Ана, а после и с майка си. Белен не се разбира с майка си, която постоянно я критикува. Накрая има кратка връзка с Пако, но се омъжва за Емилио заради парите, които и трябва за делото за измама. Накрая решава, че няма да остане с никой от двамата и заминава в САЩ при Алисия. (сезон 1 – 5)

- Мариса Бенито Валбуена (Мариви Билбао) – сестра на Висента, тя е страстна пушачка и любителка на мастиката и бингото, въпреки напредналата си възраст. Много саркастична и обожава да дразни другите, просто за да си губи времето. Заедно с Конча и Висента е член на „Радио Двор“, чието основно занимание са клюките. Омъжена е за Маноло, който я е изоставил и изпада в ярост при непрекъснатите напомняния на Висента за това. След много години Маноло се връща и я моли за прошка, но тя го отрязва. Голямата мечта на Мариса е да живее до края на живота си в Бенидорм с някой германец. (сезон 1 – 5)

- Висента Бенито Валбуена (Хема Куерво) – живее със сестра си Мариса, по-късно приютява и Конча при тях. Висента е стара мома, неуспяла да намери любовта, наивна е, но и добродушна. Най-добрият ѝ приятел е кучето Валентин. Заедно с Конча и Мариса е член на „Радио Двор“, чието основно занимание са клюките. Постоянно напомня на сестра си, че мъжът ѝ Маноло я е изоставил, което изнервя докрай Мариса. Висента харесва Андрес, но той няма желание да е с нея, а просто я използва на няколко пъти. Когато той си губи паметта тя го лъже, че е негова съпруга и го затваря в 1A, но той се опомня и успява да се измъкне. Има връзка с Маноло, който я зарязва заради фризьорка. (сезон 1 – 5)

- Консепсион „Конча“ де ла Фуенте Гарсия (Ема Пенея) – живее със сина си Армандо в 2B. След като той напуска кооперацията я праща в старчески дом, но тя успява да се измъкне и заживява с Мариса и Висента в 1A. Заедно с тях е член на „Радио Двор“. Конча обожава да се занимава с клюки и да вгорчава живота на съседите, когато ѝ попадне възможност. Собственичка е на 3B и най-малко харесва Белен, която е нейна наемателка, а впоследствие измамва Конча и купува апартамента. Съпругът ѝ Антонио преди години се е удавил във ваната, но постоянно се носят слухове, че тя го е убила. По-късно в сериала се разбира, че по време на брака си е имала връзка с портиера Немесио. (сезон 1 – 5)

- Маурисио „Маури“ Идалго Торес (Луис Мерло) – ревностен гей, привърженик на кулинарството и хубавото вино. Много е влюбен във Фернандо, но е изключително ревнив. Най-големият му страх е, че Фернандо може да го остави заради жена. След като Фернандо заминава за Лондон Маури заживява с Беа, с която завързва силно приятелство. Става баща на Есекиел, след като дава сперма за изкуствено оплождане на Беа. После започва връзка с брата на Лусия – Диего, но нещата не са получават и двамата се разделят. След като Фернандо се връща от Лондон с Маури се събират и впоследствие се омъжват, въпреки някои кризи, причинени от ревността на Маури. На няколко пъти е намекнато, че Маури може дори да харесва жени, но той категорично отрича, обиждайки се, когато му кажат, че може да е хетеросексуален. (сезон 1 – 5)

- Мариано Делгадо (Едуардо Гомес) – бащата на Емилио изкарва прехраната си като търговец на книги, но бизнесът му пропада, той напуска жена си и се мести при Емилио. Постоянно поучава сина си, което вбесява Емилио. Въпреки зрялата си възраст Мариано е изключително инфантилен. Много пъти забърква абсурдни каши. Често обича да измисля истории за себе си, за да се покаже в по-добра светлина и в опит да свали някоя жена. Опитва с измама да оплоди изкуствено Инга, но ембрионът не се захваща. Решава, че ще стане метросексуален и често определя себе си като „метросексуален мислител“. Постоянно говори негативни неща за жена си, но дълго време не успява да си намери нова спътница в живота. Накрая късметът му се усмихва и той започва връзка с майката на Маури – Леонор. След като става ясно, че „Десенганьо 21“ вече е необитаемо място, двамата заминават заедно за Марбея. (сезон 1 – 5). В сезон 1 като специално участие в няколко епизода.

- Хосе Мигел „Хосеми“ Куеста Уртадо (Едуардо Гарсия) – най-младият член на семейство Куеста. Хосеми е хитър и умен, дори считан за вундеркинд. Рядко има компания на неговата възраст и прекарва много време във видеоклуба със „Съвета на мъдреците“, от който и той е част. Най-добрият му приятел е Роберто. Хосеми винаги успява да вбеси баща си и на заплахите, че ще бъде пратен в интернат той казва на Хуан, че вече му търси старчески дом. Харесва Исабел и я приема за негова майка. В сериала не става ясно кой е баща на Хосеми, защото Палома е изневерявала на Хуан по времето, когато той е бил заченат. (сезон 1 – 5)

- Наталия Куеста Уртадо (София Нието) – млада, секси и нахакана. Рядко се съобразява с мнението на родителите си (Хуан и Палома) и прави каквото реши. Харесва Роберто и флиртува с него, но не се стига до нищо сериозно. Има връзка с Пабло, но нещата не се получават. Става сурогатна майка, но „поръчителите“ се отказват и детето остава за нея. Накрая заживява с Яго и двамата гледат детето (Ямилей) с помощта на Хуан и Исабел. (сезон 1 – 5)

- Фернандо Наваро Санчес (Адрия Коядо) – адвокат и съпруг на Маури, дълго време се срамува да признае на околните, че е гей. Преди да срещне Маури е харесвал жени. Често е обект на женски свалки (Алисия, Кармен, Наталия), но никога не се поддава. Заминава да работи за няколко месеца в Лондон и късат с Маури. След като се връща двамата отново се събират и въпреки някои кризи, породени от постоянната ревност на Маури остават заедно, като накрая дори се омъжват. (сезон 1 – 5). В сезон 2 – в няколко епизода. В сезон 3 – в последните 10 епизода.

- Франсиско „Пако“ Делгадо (Гилермо Ортега) – продавач, а за известно време и собственик на видеоклуба. Той е страстен почитател на киното и най-вече на „Междузвездни войни“, мечтае да стане режисьор. Част от „Съвета на мъдреците“, най-добрият му приятел е Емилио. Има извратено подсъзнание и постоянно има еротични мисли за всяка хубава жена, която види. Не е бил с жена и въпреки че Алисия му се присмива за това тя го харесва и става първата, с която спи. По-късно се жени за Лурдес. Момчета постоянно го подиграват за външния ѝ вид, който никога не е показан в сериала, за да бъде оставено на въображението на зрителите колко е грозна. След като се разделя с Лурдес заживява на тавана при Пабло. Пако започва връзка с Белен, което води до влошаване на отношенията му с Емилио. Тя се омъжва за Емилио, защото ѝ трябват пари от сватбата. Накрая Белен решава да не излиза с нито един от двамата. Пако и Емилио се сдобряват и след като става ясно, че повече не може да се живее на „Десенганьо“ двамата решават да си купят каравана и да пътуват заедно. (сезон 1 – 5)

- Исабел Руис Гарсия – „Билката“ (Исабел Ордас) – майка на Пабло и Алекс, бивша съпруга на Андрес. Тя е странна жена, често нехаеща за ставащото около нея. Любимите ѝ неща са наргилето и билковите чайове. Не е щастлива с Андрес и въпреки доброто ѝ отношение тя не се интересува от него. Когато двамата са се запознали е имала връзка с поляка Ярослав, който е истинският баща на Алекс. След спор между нея и Палома, Палома пада от прозореца, което води до слухове, че Исабел я е бутнала. После тя се влюбва в Хуан и се мести в 2A при него като продава 2B. Хосеми и Наталия я харесват и я приемат за тяхна майка. Когато Палома излиза от кома и идва да търси саморазправа Билката неволно я бута с колата, пращайки я отново в кома. Хуан я оставя за кратко, разбирайки за увлечението на Билката към Яго, но после Марта ѝ помага да си го върне. Исабел няма приятели в кооперацията, но неочаквано се сближава с Марта, която първоначално не може да понася, заради флиртовете ѝ с Хуан. Най-големият ѝ ужас е постоянно даваната ѝ за пример Ана Роса Кинтана. (сезон 2 – 5)

- Беатрис „Беа“ Виларехо (Ева Исанта) – не понася племенниците си, с които живее и си търси квартира. Нанася се при Маури и двамата завързват силно приятелство. Маури става баща на сина ѝ – Есекиел, след като дарява сперма за изкуствено оплождане. Беа е лесбийка и въпреки че се е омъжила никога не е харесвала мъже. Скоро след нанасянето си се влюбва в Лусия и я целува, но тя не отвръща на чувства ѝ и двете остават приятелки. Има връзка с адвокатката Роса, но двете се разделят, след като Беа е принудена да избира между нея и Маури. След като Фернандо се връща тя се мести при Белен и Кармен, после заживява с Кармен в 2B (което води до слухове, че двете са гаджета), но накрая двете пак се връщат на третия етаж. След една вечер с много алкохол преспива с Ана, която после твърди, че не е лесбийка, но впоследствие тя харесва Беа и двете стават двойка. Имат някои проблеми, заради голямата ревност на Беа, която се страхува, че Ана ще я остави заради мъж. В края на сериала двете си намират ново жилище и заживяват там с Есекиел. (сезон 2 – 5)

- Пабло Гера Руис (Елио Гонсалес) – макар и млад той е най-здравомислещият член на семейство Гера. Има връзка с Наталия, за ужас на Хуан, но нещата не се получават. Премества се да живее на тавана, първо с баща си, а после с Пако. Започва да излиза с Марта, но после се разделят, защото тя го принуждава да избира между нея и това да изгони Пако. (сезон 2 – 5)

- Ана „Инга“ (Ванеса Ромеро) – красивата нова съседка, стюардеса, която привлича погледа на всички съседи. Познава се с Роберто от детството, дори го целува, не знаейки, че той е сгоден. В Бенидорм преспива с Беа след една пиянска вечер и след дълго отричане приема, че е лесбийка. Двете заживяват заедно с Белен и Кармен в 3B, а в края на сериала си намират собствена къща. Името „Инга“ ѝ е дадено от Кармен заради северните ѝ черти. (сезон 3 – 5). В сезон 3 – в последните 5 епизода.

- Мария Хесус Васкес Фуенте – „Филийката“ (Беатрис Карвахал) – майката на Белен е жена със силен характер. Отношенията с дъщеря ѝ никога не са били добри и Мария Хесус я критикува за всичко. Въпреки това помага на Белен в най-важните ситуации. Влюбва се с Рафаел и накрая двамата заживяват заедно. (сезон 3 – 5). Има спец. участие в един епизод в 3-ти сезон. В 4-ти сезон от 70-и епизод нататък става постоянен.

- Яго (Роберто Сан Мартин) – кубински еколог, нелегално пребиваващ в Испания. Гадже е на Лусия, след като тя заминава в Сомалия той започва да излиза тайно с Наталия. После двамата заживяват заедно и гледат детето, на което Наталия трябваше да е сурогатна майка. (сезон 4 – 5)

- Рафаел Алварес (Николас Дуенас) – баща на Лусия, Диего и Клара. Собственик на фирмата „Копимса“, той не се спира пред нищо, за да осъществява сделките си. Никак не харесва Роберто и Яго. Започва връзка с Мария Хесус и двамата живеят заедно. (сезон 1, 3 – 5). В сезон 1,3 и 4 е спец. участие (в няколко епизода). В 5-и сезон персонажът става постоянен.

- Ихинио Ередиа (Рикардо Аройо) – майстор на ремонтите. В 5-и сезон се нанася със семейството си в 2B. Ихинио е негативно настроен човек, който не харесва членовете на семейството си и постоянно мисли с кого да „сватоса“ всеки един от тях, дори жена му, за да се отърве. Най-големият му страх е манията на Мамен да купува мебели и обзавеждане. Избран е за домоуправител с измама от Рафаел. (сезон 2, 4 – 5). Във 2-ри сезон участва в един епизод, в 4-ти в няколко епизода (спец. участие). В 5-и сезон – постоянно.

- Мариа дел Кармен „Мамен“ Гарсия (Ема Озорес) – опитва се да бъде модерна жена, много е загрижена за децата си и на става моменти параноична. Често критикува Ихинио за бездействието му, Голямата страст на Мамен са мебелите и обзавеждането. (сезон 5)

- Хосе Мария (Начо Герерос) – наркоман, който се запознава с Емилио в ареста. Впоследствие се сприятелява с момчетата и става част от „Съвета на мъдреците“. Харесва Беа." (сезон 5)

- Кандела „Канди – Канди“ Ередиа Гарсия (Денис Маестре) – дъщеря на Ихинио и Мамен. Харесва Пабло, но той не отвръща на чувствата ѝ заради разликата в годините. Хосеми е влюбен в нея, но тя го пренебрегва. (сезон 5)

- Ракел/ Раул Гарсия (Елена Ломбао) – транссексуален, брат на Мамен. Има кратка връзка с Емилио, но той го оставя, разбирайки, че е мъж. (сезон 5)

- Алфонсо „Мончо“ Хередиа Гарсия (Пабло Чиапеля) – син на Мамен и Ихинио, мързелив и безделник. (сезон 5)

- Марта Лоренс – „Каталунката“ (Асумпта Серна) – домоуправител на „Сан Марко“. Харесва Хуан и иска афера с него, но той ѝ отказва, Опитва да се самоубие с хапчета, но Исабел я спасява ѝ двете стават приятелки. Има връзка с Пабло, но го напуска в средата на 5-и сезон. (сезон 4 – 5). В сезон 4 е постоянна роля. В сезон 5 – един или два епизода. Валентин:Кучето на Висента и неин най-добър приятел. (Сезон 1-5) Леонор Торес:Майката на Маури и бивша съпруга на Маурисио Идалго. Тя почва връзка с Мариано. (Сезон 2, 4-5, през сезон 2 и 4 по един епизод, в 5-и сезон постоянно или няколко епизода) Ямилей Куеста:Дъщеря на Наталия и Яго. (Сезон 5, няколко епизода) Антонио Есекиел (Ер Секи) Идалго Торес:Син на Маури и Беа. (Сезон  3-5, през 3-ти сезон няколко епизода а през 4-ти и 5-и постоянно или няколко епизода) Герардо Дел Кампо (Хайме Оедонес):Специалиста по всичко, който често носи гадни дрехи. (Сезон 1, 3-5 по 1,2 или няколко епизода) Отец Мигел (Мануел Милан):Епизодичен герой и отец в сериала. (Сезон 1-5 по 1,2 или няколко епизода)

### Бивши герои
- Съпругата на Хуан Куеста, Палома Уртадо (Лолес Леон) е типична домакиня, обсебена от статута на семейството ѝ в обществото. Тя полага големи усилия, за да прикрие гнева си към света. Семейството продължава да живее над възможностите си, въпреки финансовите затруднения. След скандал с „Билката“, тя пада от прозореца на апартамента си и изпада в кома дълго време. След като излиза от кома, „Билката“ неволно я вкарва обратно в това състояние, бутайки я с колата. След това тя умира. В епизода с погребението ѝ се разбира, че тя е изневерявала на Хуан 14 години с продавач на прахосмукачки. Възможно е продавачът да е баща на Хосеми, но Хуан скъсва теста за бащинство, казвайки, че Хосеми е негов син, независимо какво показват резултатите. Палома е единственият герой, който умира в сериала. (сезон 1 – 5, спец. участия в сезон 3, 4 и 5)

- Армандо Рубио де ла Фуенте (Хосеба Апаолаза) е разведен банкер, който се опитва да се пребори с кризата на средната възраст като постоянно спи с най-различни жени, за предпочитане – омъжени. Той е в непрекъснати спорове с майка си Конча. След първи сезон той заминава да живее с новото си гадже и вкарва майка си в старчески дом, от който тя успява да се измъкне. (сезон 1, по един във не излъчения епизод във 2-ри.)

- Роберто Алонсо Кастийо (Даниел Хузман) е архитект, който изкарва прехраната си като рисува комикси. Той няма никакви амбиции за забогатяване. Характерът му е леко нестабилен, но рядко се впечатлява от случващото се около него. Звързва приятелство с Хосеми и момчетата от видеоклуба (наричат себе си „Съвета на мъдреците“), а Наталия постоянно флиртува с него и въпреки че на Роберто това му харесва не се стига до нищо сериозно. Било му е изключително удобно да живее с родителите си и сега преминава през така наречената „криза на еманципирането“ по време на съжителството с Лусия. Двамата се разделят, той не успява да си намери нова приятелка. Заживява под наем при Белен и една нощ преспива с нея, от което и двамата са много разочаровани. След време с Лусия се събират и са пред сватба. Лусия го зарязва след сватбата, разбирайки за негова забежка с Ана. После се сприятелява с Карлос и заживяват заедно, но в края на четвърти сезон се скарват и Карлос го напуска. Роберто заминава за Пуерто Банюс за да развие таланта си. (сезон 1 – 4)

- Лусия Алварез Муньос (Мария Аданез) е приятелката на Роберто. Тя работи в строителната фирма на баща си. Тя е типичната модерна жена, като онези, които се появяват на страниците на женските списания. Лудо влюбена е в приятеля си и иска да се омъжи възможно най-скоро. Лусия е изключително привлекателна и привлича погледа на всеки, дори Беа се влюбва в нея и я целува, но Лусия ѝ казва, че не е лесбийка. Връзката ѝ с Роберто не върви и тя остава да живее сама. Дава шанс на Карлос и двамата са пред сватба, но сватбата се отменя, защото той се грижи прекалено много за бременната Алба. Накрая решава да се омъжи за Роберто, но го зарязва на сватбеното празненство, разбирайки за негова забежка с Ана. В четвърти сезон има връзка със скучния кубински еколог Яго. Накрая решава да замине за Сомалия и напуска завинаги „Десенганьо“ 21.(сезон 1 – 4)

- Алисия Санз Пеня (Лаура Памплона) е красива млада дама, чиято мечта е да стане телевизионен водещ. Но се задоволява да ходи от прослушване на прослушване и от време на време се появява в рекламни клипове. Тя е интелигентна и жива, но и доста неорганизирана. Успехът ѝ с мъжете е безспорен, но така и не може да завърже стабилна връзка. Неуспешно се опитва да свали Фернандо. За известно време живее при Лусия, след като Белен я гони. После се връща в 3B. Най-накрая завързва стабилна връзка и заминава за Щатите с новото си гадже – Рикардо. (сезон 1 – 3 по няколко в 3-ти)

- Андрес Гера (Сантяго Рамос) притежава магазин за спортни стоки. Той се нанася в блока в началото на втори сезон, заедно с жена си – Изабел, и с двамата си сина – Пабло и Алехандро. По-късно скандали разрушават семейството му – Хуан започва да живее с жена му, прибират го в затвора за неплатени данъци, единият му син (Алехандро) заминава да търси истинският му баща. Андрес живее известно време у Ниевес, но и тя го гони. Следва краткотрайна връзка с Кармен, после си губи паметта и е отвлечен от Висента, която се представя за негова съпруга. Когато се опомня, разбира, че няма нищо останало за него на тази улица и Андрес завинаги напуска сериала. (сезон 2 – 4)

- Ниевес Куеста (Кармен Балаке) е сестрата на Хуан, стара мома и без деца. Живее сама, а впоследствие продава къщата си и идва да живее при Хуан. Страда от болни амбиции и често измисля безумни планове, относно бъдещето на племенника си Хосе Мигел. Ревностно защитава брат си от нападките на съседите и за това всички я наричат „харпията“. След като Хуан я моли да напусне тя купува 2B и живее там с Андрес, Наталия и Пабло. Напуска кооперацията, разочарована от опита на Андрес да се ожени за Висента, за да вземе апартамента ѝ. (сезон 3, по един епизод в сезон 4 и 5)

- Карлос де Харо Кабанияс (Диего Мартин) – много чувствителен богаташ, който купува видеотеката. Има кракта връзка с Белен, преспива веднъж с Алба. Гадже е на Лусия от детството, но винаги я е обичал и не спира да се опитва да си я върна. Най-накрая тя му дава шанс и двамата са пред сватба. Карлос краткотрайно се разколебава заради бременната Алба и сватбата с Лусия се отменя. След това подобряват отношенията си, но Лусия тръгва с Яго, депресирайки Карлос. После той се сприятелява с Роберто и живеят заедно. В края на четвърти сезон се разделят заради Ана и той отива в клиника за депресирани. (сезон 1 – 4). В сезон 1 и 2 като второстепенен герой. В 3-ти сезон от 2-ри епизод персонажът му е постоянен.

- Кармен Виянуева (Иум Бареа) е секси учителка, бивше гадже на Емилио. След като се разделят, тя се нанася да живее при Белен и прави няколко неуспешни опита да си върне Емилио. Най-добрата ѝ приятелка е Беа и двете живеят заедно за кратко в 2B, което води до слухове че тя също е лесбийка и двете се харесват. Няколко пъти придружава депресираната Беа в барове за лесбийки. После те се връщат да живеят в 3B. След това Кармен започва връзка с Андрес и се мести при него на тавана. Той я напуска и след ново кратко пребиваване при момичетата в 3B тя се връща да живее при родителите си, напускайки сериала. (сезон 3 – 4, в 3-ти сезон има спец. участие в няколко епизода, в 4-ти сезон е постоянна роля.)
- Алехандро „Алекс“ Гера Руиз (Хуан Диаз) – е по-големият син на семейство Гера. Впоследствие се разбира, че негов баща е полякът Ярослав, с когото Исабел е имала мимолента авантюра. Алекс е лукав и хитър и винаги опитва да се нагоди според ситуацията и да се хареса на тези, при които живее. Пада си женкар, но в кооперацията е имал връзка единствено с Алисия. Харесва Наталия, но тя го пренебрегва заради брат му. След разпада на семейството му се мести в 2A при майка си и Хуан, а после става барман на Ибиса, напускайки кооперацията. (сезон 2 – 3)

- Салвадор „Салва“ Виярехо (Джорди Санчес) е брат на Беа. Той е свещеник. Във втори сезон идва на гости на нея и Маури (участва само в 1 епизод). Има отлично чувство за хумор. След това заминава в чужбина, за да разказва вицове в църквите по света. (сезон 2, 1 епизод)
- Диего Алварес Муньос (Мариано Аламеда) – брат на Лусия и бивш съпруг на Алба. Учил е заедно с Фернандо. Осъзнава, че е гей след като Маури го целува, двамата имат връзка, но нещата не се получават. (сезон 3)
- Росио (Висента Ндонго) – новата пощальонка. Гадже на Емилио, двамата са напът да се оженят, но тя зарязва Емилио пред олтара, чувайки как Белен му говори чрез предавателно устройство. (сезон 2)
- Ребека Рубио (Елиса Драбен) – дъщеря на Армандо. (сезон 1)
- Даниел Рубио (Даниел Рубио) – син на Армандо. (сезон 1) Мохито:Кучето на Лусия и Яго. (през 4-ти сезон по 2 или няколко епизода или постоянно, но дали участва и в 5-и?) Майордомо (Моисес) (Хоан Домингес):Готвача на Рафаел. (Сезон 5 няколко епизода)Алба (Марта Беленгер):Бивша съпруга на Диего. (Сезон 3 няколко епизода) Роса Изкуиердо (Мария Алмудевер):Бивша приятелка на Беа. (Сезон 3 няколко епизода) Клара Алварес Муньос (Силвия Абаскал):Сестра на Лусия и Диего, дъщеря на Рафаел и Исабел. (Сезон 1 по 2 епизода) Исабел Муньос (Кармен Аревало):Майка на Лусия, Диего и Клара. (Сезон 1,3 в 1-ди сезон по 1 епизод, в 3-ти сезон по 1,2 или няколко епизода) Антонито (Антонио)(Хайро Серано):Син на Росио. (Сезон 2 по 3 епизода) Тереса Кастийо (Мариана Кордеро):Майка на Роберто. (Сезон 1,3 в 1-ви по 2 епизода а в 3-ти по 1,2 или няколко епизода) Ампаро (Ампаро Пачеко):Баба на Роберто. (Сезон 1-3 в 1-ви сезон по 1 епизод, във 2-ри и 3-ти по 1,2 или няколко епизода) Педро Пенафиел(Алекс Ангуло):Приятел на Белен, който също умира. (Сезон 4 няколко епизода) Норкюки (Зак Айсаку Нийцато):Приятел на Маури и Фернандо. (Сезон 4-5 във всеки по 1 епизод) Карла (Хуана Кордеро):Се среща с Хуан. (сезон 3 по 1 епизод)

## Гостуващи актьори
- Николас Дуеняс – Рафаел сезон 1, 3 – 5
- Кармен Аревало – Исабел сезон 1, 3
- Иум Барера – Кармен сезон 3 – 4
- Хайме Ордонес – специалистът по всичко сезон 1, 3 – 5
- Мануел Милан – отец Мигел сезон 1 – 5
- Мариса Порсел – сестра Есперанса сезон 4 – 5
- Анхел Риело – Федерико сезон 3 – 5
- Марта Беленгер – Алба сезон 3
- Рикардо Аройо – Ихинио сезон 2, 4 – 5
- Елена Ломбао – Раул/Ракел сезон 5
- Ема Осорес – Мамен сезон 5
- Алфонсо Баптиста сезон 4
- Майкъл Браун сезон 4
- Кармен Балаке - Нийвес Куеста сезон 3 – 5
- Диего Мартин - Карлос Де Аро Кабанияс сезон 1 – 4
- Сантяго Сегура - Сантяго Сегура сезон 1
- Адрия Коядо - Фернандо Наваро Санчес сезон 1 – 5
- Педро Мигел Мартинес - Енрике Наваро сезон 1, 4 – 5
- Хорди Санчес - Отец Салва сезон 2
- Мариано Аламеда - Диего Алварес Муньос сезон 3
- Пако Фернандес Де Ла Крус - Чечу сезон 3
- Мария Луиса Мерло - Леонор Торес сезон 2, 4 – 5
- Емпар Ферер - Паки сезон 3
- Едуардо Гомес - Мариано Делгадо сезон 1 – 5
- Ферми Ереро - Грегорио сезон 3 – 4
- Лолес Леон - Палома Уртадо сезон 1 – 5
- Беатрис Карвахал - Мария Хесус Васкес Фуенте сезон 3 – 5
- Мария Алмудевер - Роса Изкуиердо сезон 3
- Висента Н'Донго - Росио сезон 2
- Алекс Ангуло - Педро Пенафиел сезон 4
- Мануел Андрес - Амансио сезон 5
- Начо Герерос - Хосе Мария сезон 5
- Асумпта Серна - Марта Пуиг Лоренс сезон 4 – 5
- Зак Аксаку Нийцато - Норйюки сезон 4 – 5
- Мариана Кордеро - Тереса Кастийо сезон 1, 3
- Хосеба Апаоласа - Армандо сезон 1-2
- Ана Мария Видал - Лурдес сезон 3
- Ампаро Пачеко - Ампаро сезон 1-3

## Сезони и епизоди
В оригинал сериалът се състои от 91 епизода. В България са излъчени 90, не е показан последният епизод от сезон 2, който се състои от спомени за изпадналата в кома Палома и други минали събития.
| 1 | 17 | 7 септември 2003 | 31 декември 2003 | 19 юли 2010       | 5 август 2010     |
| 2 | 14 | 24 март 2004     | 30 юни 2004      | 5 август 2010     | 13 август 2010    |
| 3 | 33 | 6 октомври 2004  | 29 юни 2005      | 16 август 2010    | 13 септември 2010 |
| 4 | 14 | 9 ноември 2005   | 22 февруари 2006 | 14 септември 2010 | 1 октомври 2010   |
| 5 | 13 | 6 април 2006     | 6 юли 2006       | 4 октомври 2010   | 28 октомври 2010  |

## „Щурите съседи“ в България
В България сериалът започва на 19 юли 2010 г. по bTV, всеки делник от 23:30 с български дублаж. От 2 август се излъчва от 22:30 по два епизода, а от 1 септември отново започва излъчване от 23:30. От 20 септември започва излъчване от 00:00. Последният епизод е излъчен на 28 октомври. Последният епизод не е излъчен. Ролите се озвучават от Лидия Вълкова, Ани Василева, Димитър Иванчев, Светломир Радев от деветнайсети епизод на трети сезон до края на сериала и Александър Воронов. В трети и четвърти епизод от втори сезон Лидия Вълкова е заместена от Венета Зюмбюлева.
На 29 декември започва повторно излъчване по bTV Comedy, всеки делничен ден от 18:00 и с повторение в 07:00, а от 3 януари 2011 г. повторенията са от 12:00 последният епизод е на 3 май. От 30 ноември 2011 г. до 28 февруари 2012 г. започва наново, всеки ден от 19:00 и повторение от 12:00. От 29 декември 2011 г. започват с час по-рано от 18:00 до 19:30. От 24 юни започва повторно излъчване всяка събота и неделя от 14:00 до 17:00 като от 07:00 се излъчва епизода от 14:00, а в 00:00 повтарят епизода от 15:30. На 23 юни 2012 г. започва още веднъж с разписание от 16:00, а от 24 юни всяка събота и неделя от 14:00 с повторение от 00:00. От 6 юни до 7 октомври 2016 г. започва наново, всеки делничен ден от 20:30. От 5 септември 2016 г. сериалът вече се излъчва от 20:00. На 15 март 2018 г. започва ново излъчване, всеки делник от 18:00 с повторение от 13:00 и през уикендите от 19:00 по два епизода и приключва на 18 юли. На 28 февруари 2025 г., след дълга пауза, започва ново повторение всяка делнична вечер от 20:00, като от 10 май излъчването става ежедневно. Повторения се предлагат през делничните дни от 15:00 и уикенд маратон от 16:00.
Дублажът е на Саунд Сити Студио. Ролите се озвучават Ани Василева, Христина Ибришимова, Ася Братанова, Нина Гавазова, Димитър Иванчев, Светломир Радев и Симеон Владов.
На 1 декември 2018 г. сериалът стартира по Диема, всяка събота и неделя от 13:30 и завършва на 22 юни. За разлика от излъчването по bTV, този път финалът на втори сезон, озаглавен „Съседска подкрепа“, е излъчен през 2019 г. Дублажът е записан наново. Ролите се озвучават от Ани Василева, Христина Ибришимова, Ася Братанова, Димитър Иванчев, Светломир Радев и Александър Воронов.